# Ampflwang im Hausruckwald
Ampflwang im Hausruckwald osztrák mezőváros Felső-Ausztria Vöcklabrucki járásában. 2018 januárjában 3376 lakosa volt.

## Elhelyezkedése

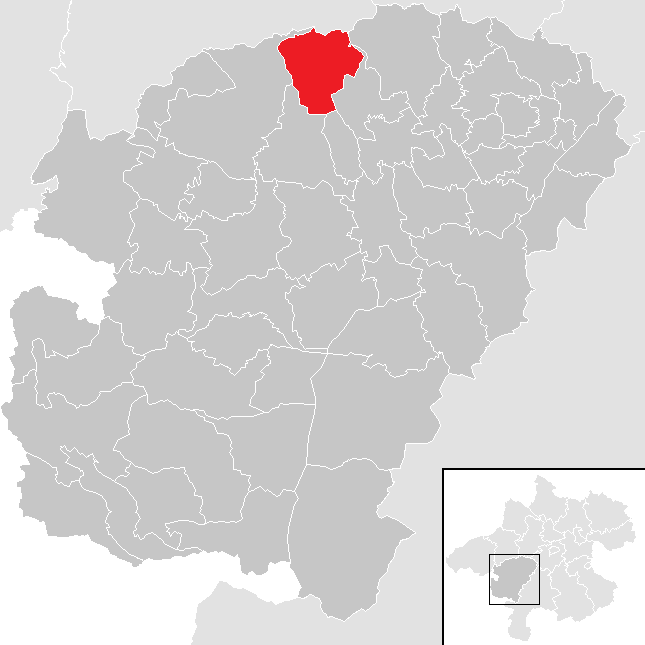
Ampflwang im Hausruckwald a Vöcklabrucki járásban

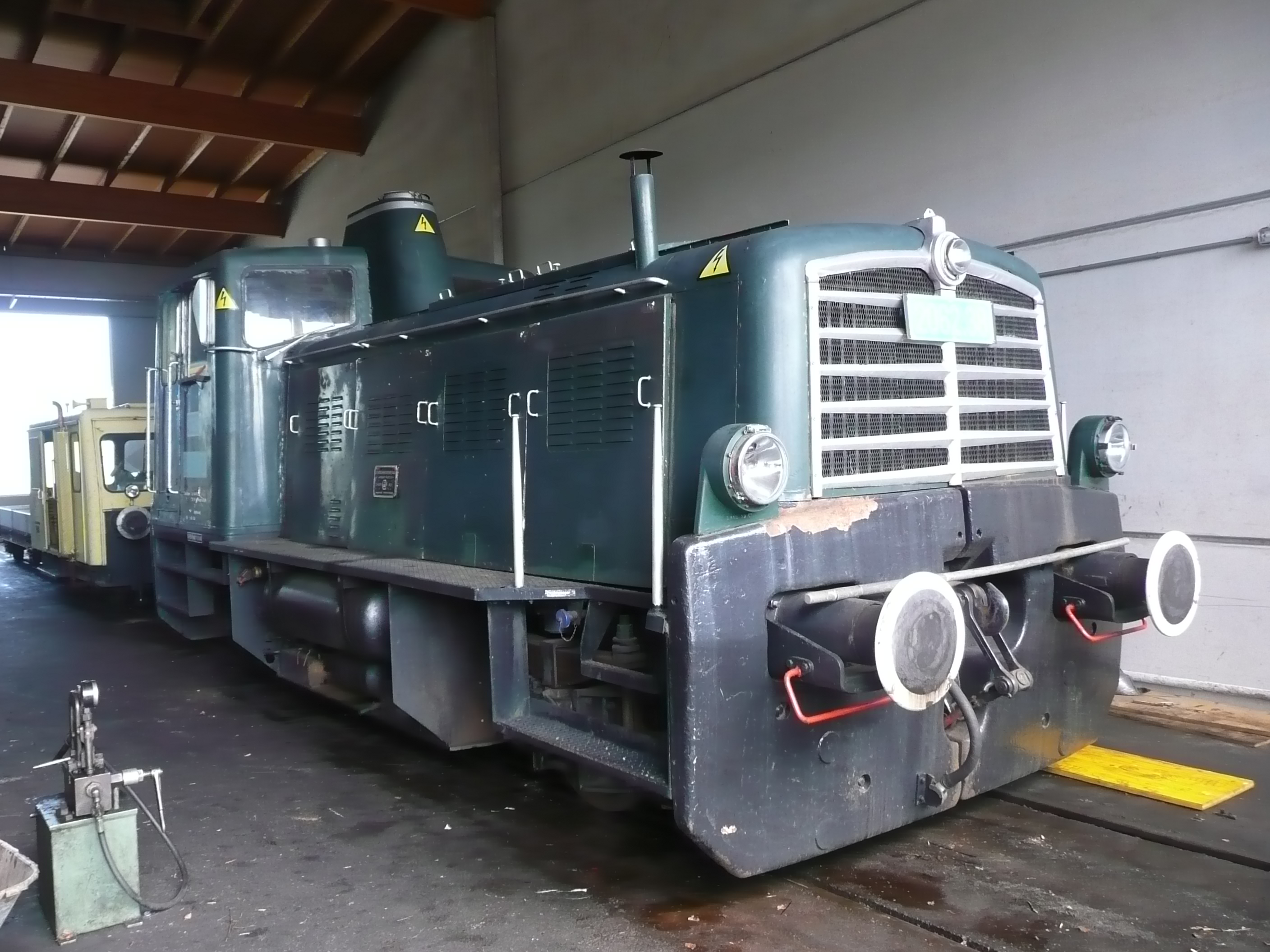
A vasútmúzeum

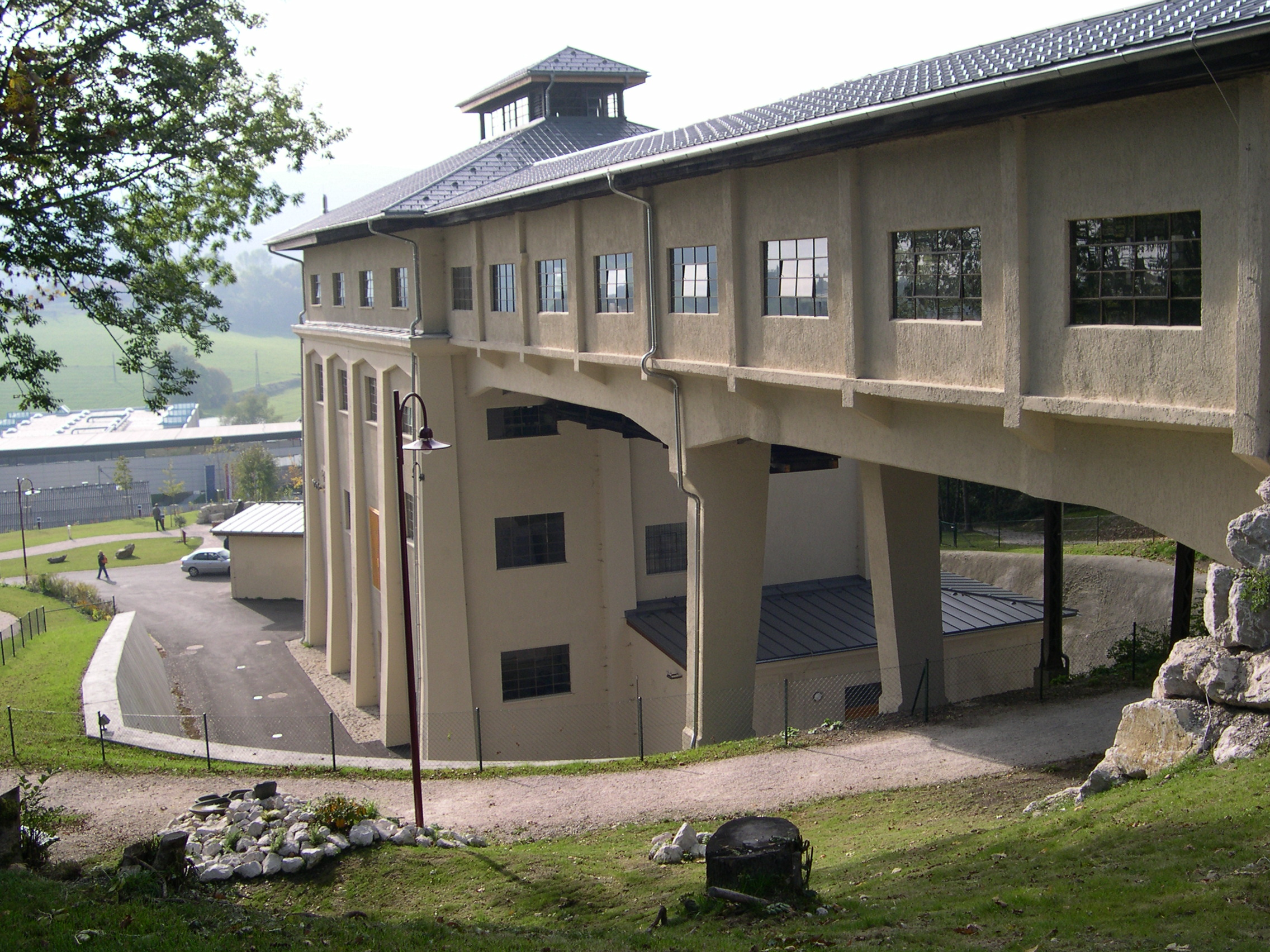
A bányaépületből átalakított kultúrpark

Ampflwang im Hausruckwald Felső-Ausztria Hausruckviertel régiójában helyezkedik el a Hausruckwald dombságának déli lejtőin. Területének 54,9%-a erdő, 34% áll mezőgazdasági művelés alatt. Az önkormányzat 18 falut és településrészt egyesít: Aigen (178 lakos 2018-ban), Ampflwang (1187), Buchleiten (241), Eitzing (8), Hinterschlagen (61), Innerleiten (42), Lukasberg (137), Ort (141), Rabelsberg (127), Rödleiten (100), Schachen (173), Scheiblwies (98), Schmitzberg (86), Siedlung (585), Vorderschlagen (53), Waldpoint (84), Wassenbach (71) és Wörmansedt (4). 
A környező önkormányzatok: keleten Ottnang am Hausruck, délkeleten Zell am Pettenfirst, délen Puchkirchen am Trattberg és Neukirchen an der Vöckla, délnyugaton Frankenburg am Hausruck, északon Eberschwang.

## Története
Ampflwangot 1169-ben említik először és a barnaszénkészletek 1766-os felfedezéséig földműves település volt. 1809-ben a teljes Hausruckviertellel együtt a napóleoni bábállam Bajorországhoz került, majd a francia császár bukása után, 1814-ben Ausztria visszavette. 
A lignitbányák és az azokat működtető Wolfsegg-Traunthaler-Kohlenwerks AG gazdaságilag egyre jelentősebbé vált a 19. században és a 20. század elején csak nőtt és a település lakossága az első világháború utánra kétezer fölé növekedett. A mezővárosi rangot és címerét 1969-ben kapta meg. A 70-es években lakóinak száma megközelítette a négyezret. A városi tanács az ipar mellett már az 1960-as években fontosnak ítélte a turizmus fejlesztését is, amely ma a gazdaság húzóágazatának számít, különösen lovasturizmusáról ismert a település. 
A könnyen kitermelhető telérek kimerülésével a bányák a 20. század végére veszteségessé váltak és 1995-ben bezárták őket. 

## Lakosság
Az Ampflwang im Hausruckwald-i önkormányzat területén 2018 januárjában 3376 fő élt. A lakosságszám csúcspontját 1961-ben érte el 3965 fővel, azóta csökkenő tendenciát mutat. 2016-ban a helybeliek 88,8%-a volt osztrák állampolgár; a külföldiek közül 1,5% a régi (2004 előtti), 5% az új EU-tagállamokból érkezett. 2,3% a volt Jugoszlávia (Szlovénia és Horvátország nélkül) vagy Törökország, 2,5% egyéb országok polgára. 2001-ben a lakosok 84,4%-a római katolikusnak, 2% evangélikusnak, 2,8% mohamedánnak, 7,9% pedig felekezeten kívülinek vallotta magát. Ugyanekkor 7 magyar élt a mezővárosban. A legnagyobb nemzetiségi csoportot a német (95,5%) mellett a törökök alkották 1,1%-kal.

## Látnivalók
- a Szt. Márton-plébániatemplom
- a Lokpark Ampflwang az Osztrák Vasúttörténeti Társaság felső-ausztriai vasútmúzeuma a volt Timelkam-Ampfwang hegyi vasútvonal végállomásánál
- a volt szénbánya épületéből kialakított kultúrpark

## Fordítás
- Ez a szócikk részben vagy egészben  az   Ampflwang im Hausruckwald című német Wikipédia-szócikk ezen változatának fordításán alapul.  Az eredeti cikk szerkesztőit annak laptörténete sorolja fel. Ez a jelzés csupán a megfogalmazás eredetét és a szerzői jogokat jelzi, nem szolgál a cikkben szereplő információk forrásmegjelöléseként.